# Cratere Gaudiaco
Gaudiaco è un cratere sulla superficie di 21 Lutetia.